# Árpádföld
Árpádföld est un quartier situé dans le 16e arrondissement de Budapest. 